# Gerechtelijk Wetboek
Het Gerechtelijk Wetboek van 10 oktober 1967 regelt de civiele rechtsgang in België en is de basistekst van het gerechtelijk recht. Het wetboek bestaat uit acht delen, die zijn onderverdeeld in boeken, titels, hoofdstukken en afdelingen. Sommige delen bevatten alleen hoofdstukken. Voor 1967 was in België het Wetboek van Burgerlijke Rechtsvordering van 1806 van kracht.

## Eerste deel: Algemene beginselen
- Artikelen 1 tot 57 (op Juridat)

## Deel II: Rechterlijke organisatie
- Artikelen 58 tot 555ter (op Juridat)

### Eerste boek Organen van de rechterlijke macht

#### Eerste titel Hoven en rechtbanken - Leden
Deze titel beschrijft de verschillende rechtbanken. De naam van een rechtbank wordt vaak met een hoofdletter geschreven als één welbepaalde rechtbank bedoeld wordt.

##### Eerste hoofdstuk Vrederechter en politierechtbank
- vrederechter
- politierechtbank

##### Hoofdstuk II Arrondissementsrechtbank, rechtbank van eerste aanleg, arbeidsrechtbank en ondernemingsrechtbank
- arrondissementsrechtbank
- rechtbank van eerste aanleg
- arbeidsrechtbank
- ondernemingsrechtbank

##### Hoofdstuk III Hof van beroep en arbeidshof
- hof van beroep
- arbeidshof

##### Hoofdstuk IV Hof van assisen
- hof van assisen of assisenhof

##### Hoofdstuk V Hof van Cassatie
- Hof van Cassatie

### Boek II Gerechtelijke ambten
Dit boek beschrijft het de rol van het Openbaar Ministerie, referendarissen, parketjuristen en griffiers.

### Boek IV Gerechtsdeurwaarders
Dit boek beschrijft de rol van gerechtsdeurwaarders.

### Boek V: Gerechtsdeskundigen en beëdigd vertalers, tolken en vertaler-tolken
Dit boek beschrijft de rol van de gerechtsdeskundigen en vertalers, tolken (vervangt enkele oudere artikels)

## Deel III: Bevoegdheid
- Artikelen 556 tot 663 (op Juridat)

Deel III in het Gerechtelijk Wetboek gewijd aan deze bevoegdheid, wordt als volgt onderverdeeld:
- Volstrekte (materiële) bevoegdheid
- de Aanleg
- de territoriale bevoegdheid
- de regeling van geschillen van bevoegdheid (arrondissementsrechtbank)

Dit deel omvat de beschrijving van de rechtsmacht en bevoegdheid van de rechters.
Aldus wordt omschreven met welk probleem je bij welke rechtbank terechtkunt en in welk van de 27 gerechtelijke arrondissementen in het land. In dit deel treft men  ook enkele regels aan betreffende het tergend en roekeloos geding.¨

## Deel IV: Burgerlijke rechtspleging
- Artikel 664 tot 1385undecies (op Juridat)

Voor de invoering van het Gerechtelijk Wetboek werd dit geregeld door het Wetboek van Burgerlijke Rechtspleging van 1806. Thans is de trage, dure en omslachtige rechtspleging van 1806 verlaten en vervangen door delen IV en V van het Gerechtelijke Wetboek.

### Boek I Rechtsbijstand
Artikel 664 tot 699ter.
Het boek betreffende het geding omvat:
- inleiding bij dagvaarding, vrijwillige verschijning of bij verzoekschrift
- de rol
- de minnelijke schikking of berechting op tegenspraak
- het vonnis, eventueel bij verstek
- tussenkomst, wraking en verschoning, excepties, bewijs
- rechtsmiddelen zoals verzet, hoger beroep en cassatie

### Boek II Geding
Artikel 700 - 1041

### Boek III Rechtsmiddelen
Artikel 1042 - 1147

### Boek IV Bijzondere rechtsplegingen
Artikel 1148 tot 1385undecies. Dit beschrijft een twintigtal bijzondere rechtsplegingen:
- verzegeling en ontzegeling
- boedelbeschrijving
- verwerping van een nalatenschap
- bepaalde (...) verkopingen van onroerende goederen
- bepaalde verkopingen van roerende goederen
- verdeling en veiling van onverdeelde goederen
- inbezitstelling van de goederen van een afwezige
- onbeheerde nalatenschappen
- adoptie
- verlatenverklaring van een minderjarige
- onbekwaamverklaring
- vorderingen tussen echtgenoten
- echtscheiding en scheiding van tafel en bed
- uitkeringen tot levensonderhoud.
- hoger bod op vrijwillige vervreemding.
- uitstel van betaling.
- toestaan van betalingsfaciliteiten inzake consumentenkrediet
- summiere rechtspleging om betaling te bevelen
- rechtspleging inzake huur van goederen en inzake uithuiszetting
- rechtspleging inzake pacht
- aanneming van de borg
- aanbod van betaling en consignatie
- rekening en verantwoording.
- bezitsvorderingen.
- recht van uitweg.
- middelen om uitgifte of afschrift van een akte te verkrijgen.
- verbetering van akten van de burgerlijke stand
- de dwangsom
- geschillen betreffende de toepassing van een belastingwet

Voor betwistingen over de belastingen zijn fiscale rechtbanken ingericht.  Een fiscale rechtbank is een gespecialiseerde kamer van de rechtbank van eerste aanleg

## Deel V: Bewarend beslag, middelen tot tenuitvoerlegging en collectieve schuldenregeling
- Artikelen 1386 tot 1675/19 (op Juridat)

In dit deel gaat het eerst over de organisatie van een centraal bestand van beslagleggingen. 
Vervolgens regelt het in detail het bewarend beslag en uitvoerend beslag. Ten slotte is er de nieuwe collectieve schuldenregeling.

## Deel VI: Arbitrage
- Artikelen 1676 tot 1723 (op Juridat)

Arbitrage is een mogelijkheid om een betwisting buiten de rechtbank voor te leggen aan een arbiter of aan een arbitagecommissie of scheidsgerecht. Arbitrage valt niet te verwarren met het Arbitragehof.

## Deel VII: Bemiddeling
- Artikelen 1724 tot 1737 (op Juridat)

Elke overeenkomst kan een bemiddelingsbeding bevatten.

## Deel VIII: Collaboratieve onderhandelingen
- Artikelen 1738 tot 1747 (op Juridat)

## Bijvoegsel
- Gebiedsomschrijving en zetel van hoven en rechtbanken (op Juridat)